# آن-سوفی لی پارانتوئن
آن-سوفی لی پارانتوئن (به انگلیسی: Anne-Sophie Le Paranthoën) (زادهٔ ۲۴ فوریهٔ ۱۹۷۷) شناگر اهل فرانسه است.